# Hylaeus vetustus
Hylaeus vetustus is een vliesvleugelig insect uit de familie Colletidae. De wetenschappelijke naam van de soort is voor het eerst geldig gepubliceerd in 1903 door Nurse.